# Список гидроэлектростанций Латвии
В списке перечисляются действующие гидроэлектростанции Латвии. По данным Центрального статистического управления Латвии, суммарная установленная мощность гидроэлектростанций страны в 2015 году составляла 1589 МВт, в том числе на крупнейшие из них (единичной мощностью более 10 МВт) приходится 1560 МВт. За 25 лет мощность ГЭС увеличилась на 102 МВт, или на 6,9 %, в том числе за этот период было построено 29 МВт малых и микро ГЭС единичной мощностью, не превышающей 1 МВт.
В соответствие с делением, принятым статистическим управлением страны, список разбит на три диапазона мощностей — 10 МВт и выше (крупные ГЭС), от 1 до 10 МВт (малые ГЭС) и менее 1 МВт (прочие).

## Крупные ГЭС (10 МВт и выше)
В таблице перечислены действующие ГЭС Латвии единичной мощностью более 10 МВт. По данным AO «Augstsprieguma tīkls» — системного оператора Латвийской энергосистемы — в стране всего три ГЭС мощностью свыше 10 МВт. Формируемый ими каскад имеет среднемноголетнюю годовую выработку 2 700 млн кВт⋅ч.
| № | Название ГЭС                         | Установленная мощность, МВт | Годы ввода агрегатов | Собственник | Река    | Город      | Изображение |
| - | ------------------------------------ | --------------------------- | -------------------- | ----------- | ------- | ---------- | ----------- |
| 1 | Плявиньская ГЭС (латыш. Pļaviņu HES) | 868,5 или 894               | 1965-1966            | Латвэнерго  | Даугава | Айзкраукле |             |
| 2 | Рижская ГЭС (латыш. Rīgas HES)       | 402                         | 1974                 | Латвэнерго  | Даугава | Саласпилс  |             |
| 3 | Кегумская ГЭС (латыш. Ķeguma HES)    | 264,1 или 240,1             | 1940 и 1979          | Латвэнерго  | Даугава | Кегумс     |             |

В 1979—1987 годах, также на реке Даугава, велось строительство Даугавпилсской ГЭС (не было завершено, во избежание отрицательных экологических последствий).

## Малые ГЭС (от 1 до 10 МВт)
По данным AO «Augstsprieguma tīkls», в стране всего две ГЭС мощностью от 1 до 10 МВт.
| № | Название ГЭС                             | Установленная мощность, МВт | Годы ввода агрегатов | Собственник         | Река      | Место- нахождение        | Изображение |
| - | ---------------------------------------- | --------------------------- | -------------------- | ------------------- | --------- | ------------------------ | ----------- |
| 1 | Айвиекстская ГЭС (латыш. Aiviekstes HES) | 1,32                        | 1925                 | Латвэнерго          | Айвиексте | Мадонский край, Калснава |             |
| 2 | Спридзенская ГЭС (латыш. Spridzēnu HES)  | 1,2                         |                      | SIA "Spridzēnu HES" | Айвиексте |                          |             |

## Прочие ГЭС (менее 1 МВт)
По данным Ассоциации малых гидроэлектростанций (латыш. Mazās Hidroenerģētikas Asociācija), на конец 2002 года в Латвии эксплуатировалось 149 гидроэлектростанций малой мощности.

## Карта
См. также карту малых ГЭС Латвии в Google My Maps.